# Hardatnin
Hardatnin (arab. حردتنين) – wieś w Syrii, w muhafazie Aleppo. W 2004 roku liczyła 1266 mieszkańców.